# جعفرآباد (ارسنجان)
جعفرآباد (ارسنجان)، روستایی از توابع بخش مرکزی شهرستان ارسنجان در استان فارس ایران است. این روستا دارای سه تپه تاریخی می‌باشد  که در فهرست آثار ملی ثبت شده‌اند. طایفه لشنی از طایفه‌های لر بوده ک در زمان زندیان به همراه کریم خان زند به شیراز مهاجرت کردند و در زمان قاجار بسیاری از آنها تبعید شدند.

## جمعیت
این روستا در شهرستان ارسنجان قرار دارد و براساس سرشماری مرکز آمار ایران در سال ۱۳۹۵جمعیت آن ۳۵۸ نفر (۷۰خانوار) بوده‌است.